# Patiño (departement)
Patiño is een departement in de Argentijnse provincie Formosa. Het departement (Spaans:  departamento) heeft een oppervlakte van 24.502 km² en telt 64.830 inwoners.

## Plaatsen in departement Patiño
- Bartolomé de las Casas
- Colonia Sarmiento
- Comandante Fontana
- El Recreo
- Estanislao del Campo
- Fortín Leyes
- Fortín Lugones
- General Manuel Belgrano
- Ibarreta
- Juan G. Bazán
- Las Lomitas
- Posta Cambio Zalazar
- Pozo del Tigre
- San Martín 1
- San Martín 2
- Subteniente Perín
- Villa General Güemes